# Municipio de Liberty (condado de Marion, Misuri)
El municipio de Liberty (en inglés: Liberty Township) es un municipio ubicado en el condado de Marion en el estado estadounidense de Misuri. En el año 2010 tenía una población de 4500 habitantes y una densidad poblacional de 32,07 personas por km².

## Geografía
El municipio de Liberty se encuentra ubicado en las coordenadas 39°48′10″N 91°28′49″O / 39.80278, -91.48028. Según la Oficina del Censo de los Estados Unidos, el municipio tiene una superficie total de 140.3 km², de la cual 134.89 km² corresponden a tierra firme y (3.86%) 5.41 km² es agua.

## Demografía
Según el censo de 2010, había 4500 personas residiendo en el municipio de Liberty. La densidad de población era de 32,07 hab./km². De los 4500 habitantes, el municipio de Liberty estaba compuesto por el 95.38% blancos, el 2.36% eran afroamericanos, el 0.13% eran amerindios, el 0.47% eran asiáticos, el 0.07% eran isleños del Pacífico, el 0.36% eran de otras razas y el 1.24% pertenecían a dos o más razas. Del total de la población el 1.02% eran hispanos o latinos de cualquier raza.